# Balaives-et-Butz
Balaives-et-Butz era una comuna francesa que estaba situada en el departamento de Ardenas, de la región de Gran Este, que el 1 de enero de 2019 pasó a formar parte de la comuna nueva de Flize como comuna delegada.

## Historia
Fue creada en 1828 con la unión de las comunas de Balaives y Butz.

## Demografía
| Gráfica de evolución demográfica de Balaives-et-Butz entre 1831 y 2016 |
|                                                                        |

Los datos demográficos contemplados en este gráfico de la comuna de Balaives-et-Butz se han cogido de 1831 a 1999 de la página francesa EHESS/Cassini, y los demás datos de la página del INSEE.